# Jutta Lieske

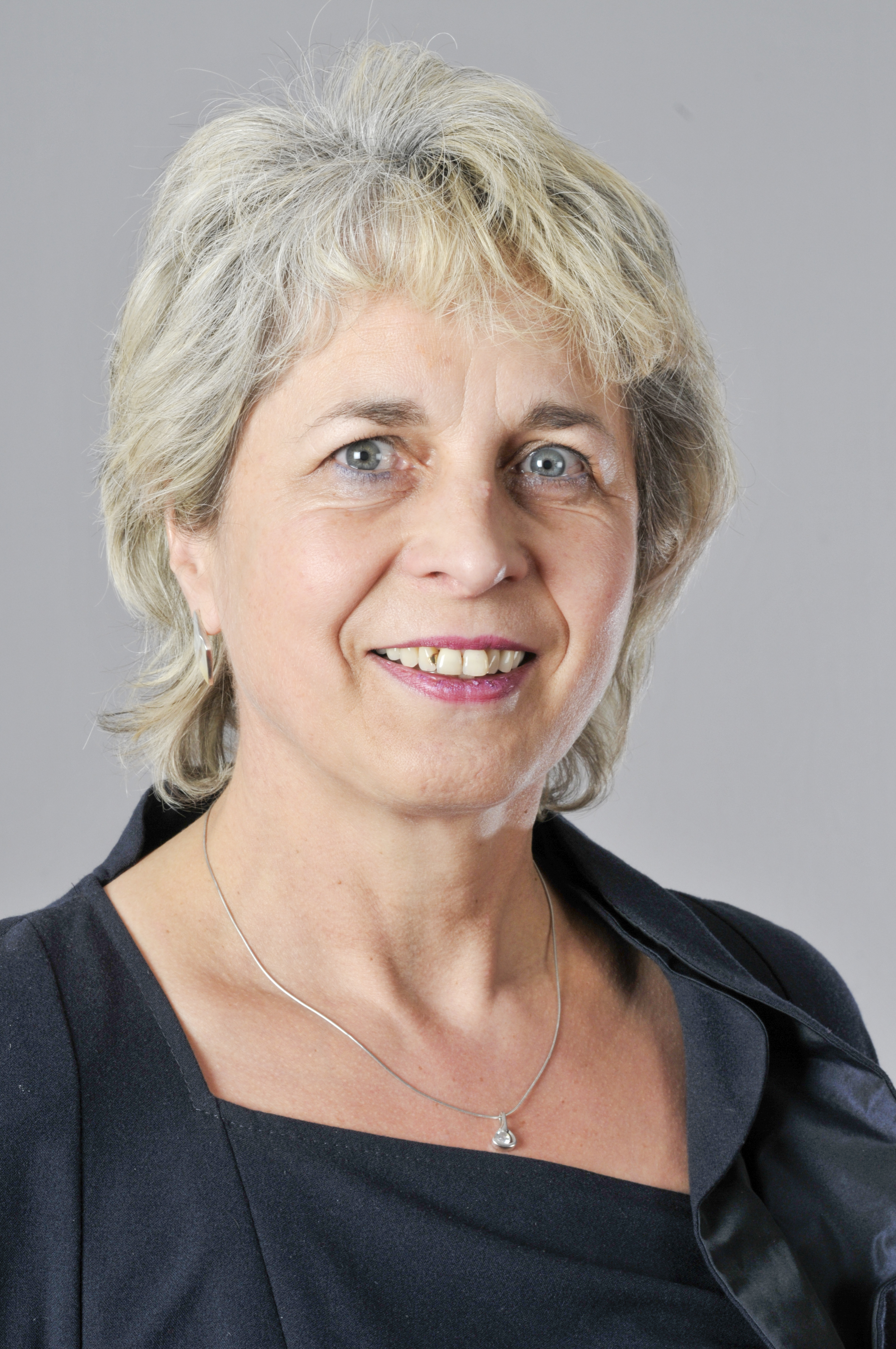
Jutta Lieske, 2016

Jutta Lieske (* 6. September 1961 in Seelow) ist eine deutsche Politikerin (SPD). Sie war zwischen 2004 und 2019 Abgeordnete im Landtag und war von November 2009 bis zu ihrem Rücktritt aus gesundheitlichen Gründen am 24. Februar 2010 Ministerin für Infrastruktur und Landwirtschaft des Landes Brandenburg.

## Leben und Beruf
Jutta Lieske legte 1980 ihr Abitur ab. Es folgte in den Jahren 1980 bis 1984 ein Studium der Medizin an der Humboldt-Universität zu Berlin. Im Anschluss arbeitete sie von 1984 bis 1990 als Krippenerzieherin. Während dieser Zeit macht sie von 1986 bis 1987 ein Zweitstudium der Krippenpädagogik an der Medizinischen Fachschule in Eisenhüttenstadt.
Von 1990 bis 1992 und später in den Jahren 2003/04 übernahm Lieske das Amt der Bürgermeisterin in der Gemeinde Letschin im Oderbruch. 1992 bis 2003 war sie als Amtsdirektorin Letschin tätig. In dieser Zeit absolvierte sie von 1994 bis 1999 ein drittes Studium in dem Bereich der Kommunalverwaltung am Studieninstitut Bernau mit dem Abschluss als Verwaltungsfachwirtin.
Lieske ist verheiratet, hat drei Kinder und ist evangelisch.

## Politik
Jutta Lieske ist seit 1990 Mitglied der SPD. Seit Oktober 2008 ist sie Mitglied der Gemeindevertretung von Letschin und Mitglied des Kreistages Märkisch-Oderland, wo sie den Fraktionsvorsitz übernommen hat. In der Gemeindevertretung ist sie Mitglied im Wirtschafts- und Bauausschuss.
Nach der Landtagswahl im Oktober 2004 zog sie in den Brandenburgischen Landtag ein; sie gewann das Direktmandat im Wahlkreis 33 (Märkisch-Oderland III). Für ihre Fraktion war sie seit dem 14. November 2006 Mitglied im Ausschuss für Bildung, Jugend und Sport. Vorher saß sie ab vom 27. Oktober 2004 bis 11. Dezember 2006 im Ausschuss für Ländliche Entwicklung, Umwelt und Verbraucherschutz und vom 27. Oktober 2004 bis zum 2. April 2007 im Petitionsausschuss. Sie war seit Februar 2008 Vorsitzende des Untersuchungsausschusses 4/1. Dieser Ausschuss wurde zur Aufklärung der Verfahrenspraxis zur Abwicklung der Bodenreform und der Verantwortung der Brandenburger Landesregierungen eingesetzt.
Nach der Landtagswahl 2009, bei der sie über die Landesliste der SPD ins Parlament einzog, wurde Lieske im Kabinett Platzeck III zur Ministerin für Infrastruktur und Landwirtschaft ernannt. Am 24. Februar 2010 trat sie aus gesundheitlichen Gründen vom Ministeramt zurück.
Bei der Landtagswahl 2014 gewann sie erneut das Direktmandat im Wahlkreis 33 (Märkisch-Oderland III). Zur Landtagswahl 2019 kandidierte sie nicht mehr und schied aus dem Parlament aus.

## Mitgliedschaften
Neben der Parlamentarischen Arbeit ist sie in verschiedenen Vereinen und Verbänden aktiv. Sie ist Vorstandsmitglied bei pro agro, bei der LAG (lokalen Aktionsgruppe) Oderland sowie im Arbeitskreis für Schule – Wirtschaft in Märkisch-Oderland. Einfaches Mitglied ist sie im Letschiner Carnevalverein, Wintersportverein Bad Freienwalde (Oder), im Förderverein der Grund- und Gesamtschule Letschin sowie im Haus der Naturpflege Bad Freienwalde.